# Mozarlândia
Mozarlândia là một đô thị thuộc bang Goiás, Brasil. Đô thị này có diện tích 1734,359 km², dân số năm 2007 là 12005 người, mật độ 6,9 người/km².